# Phytosciara semiferruginea
Phytosciara semiferruginea är en tvåvingeart som beskrevs av Menzel 1995. Phytosciara semiferruginea ingår i släktet Phytosciara och familjen sorgmyggor.
Artens utbredningsområde är Nepal. Inga underarter finns listade i Catalogue of Life.